# Zora hespera
Zora hespera är en spindelart som beskrevs av Corey och Daniel J. Mott 1991. Zora hespera ingår i släktet Zora och familjen taggfotsspindlar. Inga underarter finns listade i Catalogue of Life.